# Parzynów
Parzynów (niem. Hedwigsdorf) – wieś w Polsce położona w województwie wielkopolskim, w powiecie ostrzeszowskim, w gminie Kobyla Góra.
W latach 1954–1958 wieś była siedzibą władz gromady Parzynów, po jej zniesieniu w gromadzie Kobylagóra.
W latach 1975–1998 miejscowość administracyjnie należała do województwa kaliskiego.
| SIMC    | Nazwa                | Rodzaj     |
| ------- | -------------------- | ---------- |
| 0200331 | Hurna                | część wsi  |
| 0200348 | Młyn Jary            | część wsi  |
| 0200360 | Osiny                | przysiółek |
| 0200354 | Zmyślona Parzynowska | część wsi  |

## Nazwa
W księdze łacińskiej Liber fundationis episcopatus Vratislaviensis (pol. Księga uposażeń biskupstwa wrocławskiego) spisanej za czasów biskupa Henryka z Wierzbna w latach 1295–1305 miejscowość wymieniona jest w zlatynizownej formie villa Parsnow.

## Prawa miejskie
W dniu 14 września 1752 król polski August III wydał dokument nadający Parzynowowi prawa miejskie. Parzynów otrzymał prawo do cotygodniowego targu w niedzielę oraz jarmarków w następujące dni: na św. Kazimierza, w niedzielę po Wniebowstąpieniu Pańskim, w Zielone Świątki, na św. Mateusza Apostoła na Wszystkich Świętych oraz św. Tomasza Apostoła. Parzynów nie otrzymał herbu ani wskazania prawa według którego miasto miało się rządzić, nie powołano burmistrza z radą, ani wójta z ławą. W Parzynowie nie było miejskiej zabudowy, ani też jej nie wprowadzono, miał tylko rynek na skrzyżowaniu dróg w centrum wsi. Parzynów był w aktach nazywany miasteczkiem do drugiego rozbioru Polski w 1793 r.

## Zabytki
We wsi znajduje się drewniany parafialny kościół pw. św. Mikołaja z 1782 r.

## Ciekawostki
Z okolicy dawnego składowiska odpadów w Parzynowie, przy odpowiedniej pogodzie można obserwować Karkonosze z odległości blisko 170 km. Jest to jedyne miejsce na Wzgórzach Ostrzeszowskich skąd można dokonać tak dalekiej obserwacji. 